# Colle del Monginevro
Il Colle del Monginevro (Col de Montgenèvre in francese) è un valico alpino tra Italia e Francia, situato nelle Alpi Cozie, che collega la Val di Susa con la Valle della Durance. Denominato anticamente in latino Mons Matrona, non molto lontano è posto il Colle del Sestriere.

## Storia
Essendo quello di più agevole transito, è stato il colle utilizzato prima dai tempi dei Galli e poi dai Romani, sin dalle guerre di conquista delle Gallie, per attraversare le Alpi.
Secondo alcuni potrebbe essere stato utilizzato anche dall'esercito cartaginese di Annibale nel 218 a.C. per raggiungere l'Italia e attaccare i Romani. Ciò è in sintonia con quanto racconta lo storico romano Livio, il cui scritto farebbe pensare alla risalita delle Alpi attraverso la valle della Durance. Percorso che non si adatta al racconto né dello storico greco Polibio, né dello storico romano Cornelio Nepote, dai quali si può dedurre l'attraversamento più a nord, nelle Alpi Graie e tra i valichi possibili si possono allora citare il Moncenisio, il colle dell'Autaret nelle Valli di Lanzo e il Piccolo San Bernardo (Cremonis iugum).

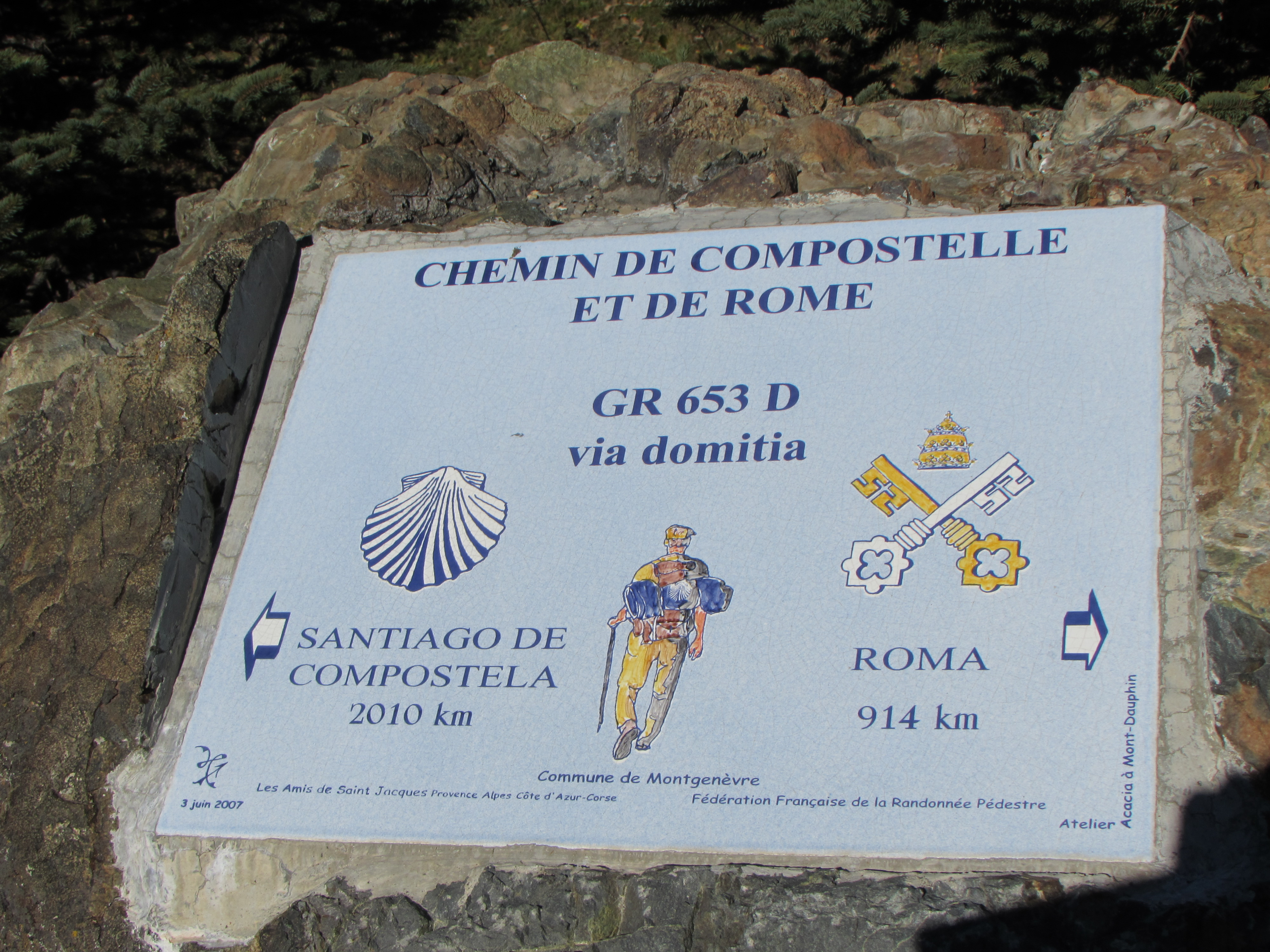
Targa inizio Via Francigena

Sempre in epoca romana il Colle del Monginevro segnava il culmine della Via Domizia, la strada romana costruita per iniziativa del console Gneo Domizio Enobarbo dal 121 a.C. ed inaugurata tre anni dopo, strada che collegava l'Italia alla recentemente conquistata Hispania (Spagna) attraverso il sud della Gallia.
Durante e dopo il Medioevo il Colle fu un importante punto di transito per il tracciato della Via Francigena che iniziava qui il suo percorso in territorio italiano. L'Obelisco di Napoleone fu eretto sulla sommità del colle al limite dell'allora confine tra la Francia e l'Italia per celebrare la fine della costruzione della strada del Monginevro. Fu elevato alla gloria di Napoleone I ed inaugurato nel 1804.

## Descrizione
Il passo prende il nome dal paese di Monginevro, situato a poca distanza dal passo medesimo. Collega la Val di Susa (provincia di Torino) con Briançon e la valle della Durance (dipartimento delle Alte Alpi). Il valico si apre tra la Tête des Fournéous (a nord) e il Sommet de Château Jouan (o Monte Janus).
Si trova in territorio francese, a circa due chilometri dal comune italiano di Claviere. Si trovava in territorio francese già prima della rettifica del confine conseguente al trattato di pace tra Francia e Italia del 10 febbraio 1947, in seguito al quale una porzione significativa del versante italiano dell'Altipiano del Monginevro fu ceduta alla Francia.
Il valico è situato ad un'altitudine di 1860 m s.l.m. e rappresenta un'importante via di comunicazione tra i due paesi, oltre che una rinomata località sciistica. Da esso si originano due corsi d'acqua, la provenzale Durance e la piemontese Piccola Dora, che unendosi più a valle in territorio comunale di Cesana Torinese con il torrente Ripa dá origine al fiume Dora Riparia, affluente alpino del Po.
 Viene percorso dalle strade statali SS 24 del Monginevro sul versante italiano e RN 94 sul versante francese, praticabili tutto l'anno.